# Wengyuan

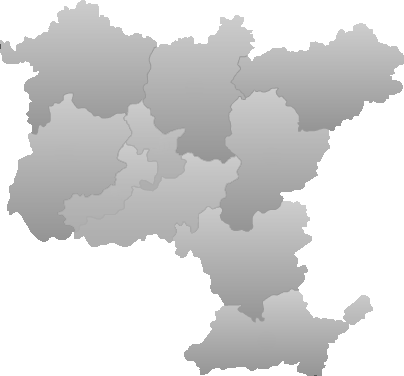
Lage des Kreises Wengyuan im Gebiet der bezirksfreien Stadt Shaoguan

Der Kreis Wengyuan (chinesisch 翁源县, Pinyin Wēngyuán Xiàn) ist ein Kreis der bezirksfreien Stadt Shaoguan im Norden der chinesischen Provinz Guangdong. Er hat eine Fläche von 2.175 km² und zählt 322.482 Einwohner (Stand: Zensus 2020). Sein Hauptort ist die Großgemeinde Longxian (龙仙镇).

## Administrative Gliederung
Auf Gemeindeebene setzt sich der Kreis aus sieben Großgemeinden zusammen. 